# Gaduły
Gaduły (fr. Les bavards lub Bavard et bavarde) – operetka Jacques’a Offenbacha. Libretto napisał Charles-Louis-Étienne Nuitter. Prapremiera odbyła się w Bad Ems 11 lipca 1862.

## Pierwowzór
Libretto oparte jest na motywach sztuki Miguela de Cervantesa pt. Los dos habladores.

## Treść
Szlachcic hiszpański Sarmiento ma żonę słynną z gadulstwa, która przez zamiłowanie do nieustannej gadaniny zaniedbuje gospodarskie obowiązki. Wpada na pomysł rozwiązania tego problemu: zaprasza do domu młodego Rolanda i oferuje mu nagrodę w zamian za to, że przegada jego żonę i zmusi ją do choć chwili milczenia. Nagrodą jest ręka Inez, pięknej siostrzenicy Sarnienta, którą Roland szczerze kocha.

## Gaduływ Polsce
Libretto na użytek polskich teatrów tłumaczył Leopold Matuszyński. W 1873 operetka została wystawiona przez Towarzystwo Artystów Dramatycznych pod dyrekcją Anastazego Trapszy. W 1877 operetkę wystawił teatr krakowski. Wystąpili m.in.: Rufin Morozowicz (Sarmiento), Rozalia Morozowicz (Beatrix), Juliusz Jejde (aklad Cristobal) i Teofila Płaczkowska (Inez)